# 요시노정
요시노정(일본어: 吉野町)은 일본 나라현 중부에 있는 요시노군의 정이다.
고대에 미야타키에 별궁이 놓였고 헤이안 시대 이후에는 벚꽃 명소가 되었다. 예로부터 주변의 산에서 채취한 재목의 집산지였으며, 2004년에 기이 산지의 영지와 참배길이 유네스코 세계유산(문화유산)에 등록되었다.

## 지리
요시노군의 북쪽에 위치해 전 지역이 산이지만 요시노강에 따른 부분만은 비교적 평평한 토지가 가늘게 있어 도로, 철도, 민가가 모여 있다.

## 역사
난보쿠초 시대에 고다이고 천황을 시작으로 남조(南朝)의 조정이 소재하였다. 남조의 역대 천황은 다음과 같다.
- 고다이고 천황 (1318년~1339년)
- 고무라카미 천황 (1339년~1368년)
- 조케이 천황 (1368년~1383년)
- 고카메야마 천황 (1383년~1392년)

## 교통

### 철도
- 긴키 닛폰 철도
  - 요시노선
    - (← 오요도정 무다역) - 야마토카미이치역 - 요시노진구역 - 요시노역

### 도로
- 국도 제169호선
- 국도 제370호선 (일본)(일본어판)

## 같이 보기
- 아비뇽